# Christian Flüthmann
Christian Flüthmann (* 7. Mai 1982 in Münster) ist ein ehemaliger deutscher Fußballspieler und -trainer. Flüthmann ist seit April 2023 Sportdirektor von Rot-Weiss Essen.

## Werdegang
Flüthmann wurde in Münster geboren und spielte unter anderem beim TSV Victoria Clarholz aus der ostwestfälischen Gemeinde Herzebrock-Clarholz, mehr ist über seine Laufbahn als Spieler nicht bekannt. Er wurde bevorzugt als Flügelspieler eingesetzt.
Nach einer Ausbildung zum Industriekaufmann gründete er mit einer Geschäftspartnerin eine Werbeagentur. Wenig später wurde Flüthmann Co-Trainer der ersten Mannschaft von Victoria Clarholz, die in der damals noch fünftklassigen Westfalenliga spielte. Es folgten Stationen im Jugendbereich Arminia Bielefelds und beim VfL Osnabrück, bis er 2013 eine Anstellung bei Borussia Dortmund fand. Dort verantwortete Flüthmann erst die U16 und später die Leitung der Abteilung für Spielanalyse. In seiner Zeit in Dortmund knüpfte er zum einen Kontakte mit dem damaligen Cheftrainer der Profis, Jürgen Klopp, zum anderen mit dem Verantwortlichen der U23, Daniel Farke.
Zusammen mit Farke wechselte Flüthmann im Sommer 2017 nach England und wurde sein Assistent beim Zweitligisten Norwich City; gemeinsam stand das Gespann bei 73 Spielen des Vereins an der Seitenlinie. Bereits während der Zeit in England begann Flüthmann eine Ausbildung zum Fußballlehrer unter Phil Church, einem Ausbilder der FA. Gemeinsam mit ihm nahm unter anderen Ex-Spieler und Chelsea-Trainer Frank Lampard an dem Lehrgang teil. Nach Erwerb der UEFA-A-Lizenz plant er, im Juni 2020 sein Fußballlehrer-Examen abzulegen.
Im November 2018 folgte Flüthmann einem Ruf aus der Heimat, als die in die 3. Liga abgestiegene Eintracht Braunschweig einen Assistenten für den neuen Cheftrainer André Schubert suchte. Unter dem Trainerteam gelang es der lange in den Abstiegskampf verwickelten Eintracht, noch knapp die Klasse zu halten. Nach Schuberts Weggang wurde Flüthmann zur Saison 2019/20 zum Cheftrainer befördert und erhielt einen bis zum Saisonende 2021 gültigen Vertrag. Nach dem 15. Spieltag wurde er jedoch freigestellt, obwohl die Mannschaft zu diesem Zeitpunkt auf Platz fünf stand und lediglich drei Punkte Rückstand auf einen direkten Aufstiegsplatz hatte.
Im Februar 2021 wurde Flüthmann als neuer Leiter des Nachwuchsleistungszentrums (NLZ) von Rot-Weiss Essen vorgestellt. Er folgt auf Enrico Schleinitz, der das NLZ mehr als zwei Jahre leitete. Seit dem 19. April 2023 ist Flüthmann Sportdirektor von Rot-Weiss Essen.